# Ghoul Patrol
Ghoul Patrol — приключенческая видеоигра разработанная LucasArts и изданная JVC Musical Industries для видеоприставки Super Nintendo Entertainment System в 1994 году.
Ghoul Patrol представляет собой продолжение игры Zombies Ate My Neighbors (1993). Обе игры были переизданы в виде сборника Lucasfilm Classic Games: Zombies Ate My Neighbors and Ghoul Patrol для Nintendo Switch, Xbox One, PlayStation 4 и Windows в 2021 году.

## Сюжет
Подросткам Зику и Джули, главным героям Zombies Ate My Neighbors, предстоит пройти по пяти локациям родного города, чтобы спасти его жителей от восставшей нежити.

## Разработка
По словам Тошиясу Мориты, программиста и технического менеджера LucasArts в середине 1990-х годов, эта игра была сделана сторонней компанией, которая лицензировала использование движка Zombies Ate My Neighbours для этой цели.
Игра была разработана LucasArts, но большая часть работ была передана на аутсорсинг небольшой малайзийской студии Motion Pixel. Она является продолжением Zombies Ate My Neighbors, хотя изначально разрабатывалась как отдельная игра, в которой использовался тот же игровой движок.

## Выпуск
Игра была выпущена в ноябре 1994 года компанией JVC Musical Industries: сначала в Северной Америке, а потом — в Европе. Японская версия была издана дочерней компанией JVC — Victor Entertainment в 1995 году.
В 2010 году порт игры был выпущен в онлайн-сервисе Virtual Console для Nintendo Wii. В 2021 она была выпущена в виде сборника со своим приквелом для приставок Nintendo Switch, Xbox One и Playstation 4, а также и Windows.
Также в разработке находилась версия для Sega Genesis, однако она была отменена.

## Отзывы критиков
По мнению обозревателя из GamePro, «„Ghoul Patrol“ — это наиболее близкий проект к знаменитой „Zombies Ate My Neighbours“, который только существует, и это достойный преемник». Он остался особенно доволен «360-градусным экшеном» и детализированной мультяшной графикой. Рецензент журнала Electronic Gaming Monthly поставил игре 7,8 балла из 10, назвав его «достойным продолжением» и «отличным приветом олдскульным фильмам ужасов».
Публицистка портала Destructoid Зои Хэндли отметила, что Ghoul Patrol — неплохая забава, хотя в сравнении с предшественником в ней слишком мало уровней и на его фоне она кажется кустарной поделкой. Тем не мене подытожив, что «всё не так плохо, как мне рассказывали». Обозреватель веб-сайта Nintendo Life Стюарт Гипп развил эту мысль, назвав Ghoul Patrol слабым продолжением: «по сравнению с „Zombies Ate My Neighbours“ — это полный отстой», заявил он. Из плюсов отметив лишь, приличные спецэффекты, хороший саундтрек и лучшее разнообразие боссов чем у предшественника. В обзорах сборника Lucasfilm Classic Games: Zombies Ate My Neighbors and Ghoul Patrol хвалили дополнительный контент: документальный фильм о создании Zombies Ate My Neighbors и галерею с иллюстрациями, посвящёнными серии. Критике подверглось низкое качество портирования — у обоих игр полностью отсутствуют титульные экраны (в обзоре Destructoid посетовали, что жуткая музыка которая играет на нём в Zombies Ate My Neighbours создавала определённый шарм и нужную атмосферу), а также была изменённая конфигурация кнопок, которая более удобна в оригинале на Super Nintendo.